# 擬金粉蕨
擬金粉蕨（學名：Onychiopsis），又名爪形蕨，是一屬已滅絕的蕨類植物，生存於晚侏羅紀至白堊紀。喜生長在湖邊，可能位於森林的邊緣，並與其他種蕨類、蘇鐵類植物生長在一起。它們曾一度被認為是石松類植物，但現已被確認為蕨類植物。

## 特徵
擬金粉蕨具有精緻的羽狀複葉。齒狀的小葉極窄，約以30度角與莖相連接。另外，從英國和美國發掘出的擬金粉蕨化石之複葉上發現有孢子囊。

## 物種
- 松葉蘭型擬金粉蕨 Onychiopsis psilotoides Ward
- 伸長擬金粉蕨 Onychiopsis elongata Seward
- Onychiopsis goepperti Berry
- Onychiopsis latiloba Berry, 1911
- Onychiopsis mantelli Nathorst